# Културна награда „Силезия“ на провинция Долна Саксония
„Международната културна награда „Силезия“ на провинция Долна Саксония“ (на немски: Kulturpreis Schlesien des Landes Niedersachsen) е учредена през 1977 г. от правителството на Долна Саксония като знак на свързаност между провинцията и живеещите във Федерална република Германия хора от Силезия, тъй като след Втората световна война те са намерили, особено в Долна Саксония, нова родина и допринасят за възстановяването на страната.
Отначало с наградата се удостояват само идващи от Силезия прокудени хора на изкуството в разделите литература, изобразително изкуство и музика. След 1991 г. към отличените се добавят и живеещи в Силезия полски автори. Освен това кръгът на удостоените се разширява с лица, които имат заслуги за съхранението, развитието и разпространението на силезийската култура.
Сега наградата се състои от две равностойни части на стойност по 4000 €, присъждани на немец и поляк.
От 1981 г. освен това се дава специална награда, също на стойност 4000 €, като принос към разбирателството между двата народа, помирението и мира.

## Носители на основната награда (подбор)
- Хорст Бинек (1978) – писател
- Мартин Грегор-Делин (1981) – писател
- Хайнц Пионтек (1991) – писател
- Тадеуш Ружевич (1994) – поет
- Курт Мазур (1995) – диригент
- Хенрик Миколай Гурецки (1997) – композитор
- Янош (1999) – писател и художник
- Олга Токарчук (2003) – писателка
- Карл Дедециус (2004) – преводач

## Носители на специалната награда (подбор)
- Райнхард Баумгарт (1985) – писател
- Хенрик Томашевски (1993) – пантомимик и режисьор
- Войчех Киляр (1996) – композитор